# Alú Alkhànov
Alú Dadaixèvitx Alkhànov (en rus Алу Дадашевич Алханов) (Kazakhstan, 1957) fou el President de la República de Txetxènia, sota administració russa, entre 2004 i 2007.
Els seus pares foren exiliats al Kazakhstan amb tot el poble txetxè. El 1962 va tornar a Txetxènia i es va unir a l'èxercit, que el 1982 deixà per unir-se a la policia. Fou cap de transports per a Txetxènia fins al 1992.
Quan esclatà la Primera guerra de Txetxènia el 1994 donà suport als russos i el 1996 fou condecorat. El 2003 fou nomenat ministre d'interior, i a la mort d'Akhmad Kadírov el 2004, president prorús de Txetxènia, fou elegit president. Va ocupar el càrrec fins al febrer de 2007, i el succeí Ramzan Kadírov.